# Société Bernoulli pour la statistique mathématique et les probabilités
La Société Bernoulli pour la statistique mathématique et les probabilités est une association professionnelle qui vise à favoriser les progrès des probabilités mathématiques et de la statistique, fondée dans le cadre de l'Institut international de statistique en 1975. Il est nommé d'après la famille Bernoulli de mathématiciens et de scientifiques dont les membres ont couvert « la plupart des domaines de la connaissance scientifique ».

## Travaux
La société publie deux revues, Bernoulli et Stochastic Processes and their Applications, ainsi qu'un bulletin d'information, les Bernoulli News. En outre, il co-édite plusieurs autres journaux, dont les Electronic Communications in Probability et Electronic Journal of Probability avec l'Institut de statistique mathématique, Electronic Journal of Statistics, Probability Surveys (en) et Statistics Surveys (en).

## Historique
La société est créée le 10 juin 1975 à Voorburg aux Pays-Bas. Les principaux artisans de sa création sont Jerzy Neyman, Henri Theil et Julian Keilson.
Parmi les présidents figurent : David Cox (1979-1981), Elizabeth Scott (1983-1984), Albert Chiriaev (1989-1991), Donald Dawson (2003-2005), Sara van de Geer (2015-2017).
Parmi les membres figurent également Olabisi Ugbebor, Chris Heyde.

## Prix
La Société Bernoulli a fondé plusieurs prix mathématiques : le Prix Ito en 2003, le Prix Doeblin en 2011, le Prix Ethel Newbold en 2015.